# 韓国鉄道公社6000系電車
韓国鉄道公社6000系電車（かんこくてつどうこうしゃ6000けいでんしゃ）は、2007年1月に営業運転を開始した韓国鉄道公社の交流通勤形電車。2009年3月までに全車両が321000系に改番・編入された。

本項では、5000系から321000系に改番・編入された車両と、当初から321000系として新造された車両についても記述する。

## 概要
5000系と同様、2003年に発生した大邱地下鉄放火事件を教訓として車両全体の不燃化を徹底している。
2019年現在は全ての編成が8両編成で、21本168両が存在している。全車両が龍門車両事業所に在籍し、首都圏電鉄京義・中央線で使用されている。
2011年10月5日に実施されたダイヤ改正では、中央電鉄線の全列車が6両編成で運行されることとなったため、本系列は中間車2両を抜いて6両編成化された。抜かれた中間車（321400形と321500形）は、今後盆唐線の351000系（旧2000系）増備車や311000系（旧5000系）増備車に、改造を施したうえで転用される予定であった。しかし抜いた一部の中間車の改造が不可能であったことや、中央電鉄線電車の減車による混雑悪化などの理由により、2012年5月21日に実施されたダイヤ改正以後、再び全編成を8両編成に戻すこととなった。このため、抜かれた中間車は再度本系列に戻っている。

## 仕様

### 車体構造
車体は5000系などと同様のビードプレスが施された軽量ステンレス車体である。客用扉の外側と前面窓下に赤色と青色のアクセントが入るが、両者で色の配置を逆転させている。
客用扉配置は全ての車両で片側4か所である。
先頭車の前頭部は5000系などと同様の丸みを帯びたもので、この部分にはシルバーメタリックの塗装が施されている。
行き先表示器はLED式である。中央電鉄線で使用していた5000系（5x86F - 5x92F）からの編入車を除き、前頭部に設置している行き先表示器は従来の車両より大型のものが採用されている。

### 走行機器など
主制御器はIGBT素子を使用した2レベルVVVFインバータ制御で、1台で主電動機を4台制御する1C4M方式である。主電動機はかご形三相誘導電動機を採用している。
ブレーキ方式は回生ブレーキを併用した電気指令式空気ブレーキである。
パンタグラフは下枠交差式で、一部の電動車に2基搭載する。台車はボルスタレス式である。

## バリエーション

### 5000系後期車からの編入編成（321x01F - 321x07F）
5000系の後期車のうち、8両編成となって中央電鉄線で使用されていた5x86F - 5x92Fを2009年3月に321000系へ編入させたものである。
5000系は交流電化区間と直流電化区間の双方を走行できる「交直流電車」であるが、321000系への編入の際に一部の機器を撤去したため、直流電化区間での走行は不可能となった。
主幹制御器は5000系時代と同様のツーハンドル式だが、ワンマン運転への対応改造が実施された。
車内案内表示装置はLED式で、天井に4面設置している。

### 6000系からの編入編成（321x08F - 321x14F）
2006年11月に登場した6000系全車を321000系へ編入させたもので、編入された時期は5000系後期車からの編入車と同一である。
前述の通り、前頭部に設置しているLED式の行き先表示器は従来の車両より大型のものを採用している。これは後述する321000系として登場した編成も同様である。
車内案内表示装置は321x01F - 321x07Fと同様のLED式で天井に4面設置している。
登場からしばらくの間は10両編成であったが、2007年12月に中間車2両を抜いて8両編成化された。抜かれた中間車は、同時期に実施された5000系5x86F - 5x92F（現在の321000系321x01F - 321x07F）の8両編成化の際に抜かれた中間車と同様、319000系と321000系（321x14F - ）に改造・編入されている。
また、試運転のために1号線（ソウルメトロ管轄区間を除く）に入線した実績をもつ。
321x01Fから321x14Fまでは1次分に区別される。

### 321000系として登場した編成（321x15F - 321x21F）
2008年12月に登場した。5000系5x86F - 5x92Fと6000系の8両編成化の際に余剰となった中間車に、編成を組成させるにあたって不足する車両を新造し、8両編成を組成したものである。このような編成は4本（32両）が存在し、2次分に区別される。
2009年に登場した321x19F以降、3次分は完全な新造車であり、製造当初よりワンマン運転用の機器を搭載している。
主幹制御器は、ワンマン運転時の操作性を考慮して右手操作のワンハンドル式とし、その付近にドアスイッチを備える。
両者ともに、車内案内表示装置は液晶ディスプレイ式で各扉上に2基設置している。
321x20Fと321x21Fは車内に自転車を積み込むことができる自転車専用列車として改造されている。改造当初は運用が固定されていたが、京義・中央線の開通後は通常の編成と共通で運行されている。

### 321x01F - 321x18Fの老朽化と置き換え問題
京義・中央線は駅間距離が長く、8両編成の殆どが長距離運用に就くことや、塗装が剥がれ落ちたままになっているなど管理状態も良くないために、他路線の車両に比べ老朽化が一際目立つ。
2006年の運行開始から25年程が経過した2031年を目処に321000系4次分に置き換えられる予定である。

## 編成表
|          | ← 砥平・ソウル汶山 → |                  |                  |                  |                  |                  |                  |                  |      |
| 号車     | 1                    | 2                | 3                | 4                | 5                | 6                | 7                | 8                | 所属 |
| 形式     | 321000形             | 321100形         | 321200形         | 321300形         | 321400形         | 321500形         | 321600形         | 321900形         | 所属 |
| 区分     | Tc                   | M                | M'               | T                | T                | M                | M'               | Tc               | 所属 |
| 搭載機器 | SIV,CP,BT            | CI               | CI,Mtr           |                  |                  | CI               | CI,Mtr           | SIV,CP,BT        | 所属 |
| 車両質量 | 33.0t                | 38.0t            | 42.0t            | 27.5t            | 27.5t            | 38.0t            | 42.0t            | 33.0t            | 所属 |
| 車両番号 | 321001 ： 321021     | 321101 ： 321121 | 321201 ： 321221 | 321301 ： 321321 | 321401 ： 321421 | 321501 ： 321521 | 321601 ： 321621 | 321901 ： 321921 | 龍門 |

| 凡例 - CI (Converter・Inverter) -主変換装置（コンバータ装置 + VVVFインバータ装置） - SIV -静止形インバータ - CP -空気圧縮機 - BT -蓄電池 - Mtr -主変圧器 |
| 備考 - パンタグラフは、M'（321200形、321600形）に下枠交差型を2基ずつ搭載する。                                                                           |